# Nippon Budókan

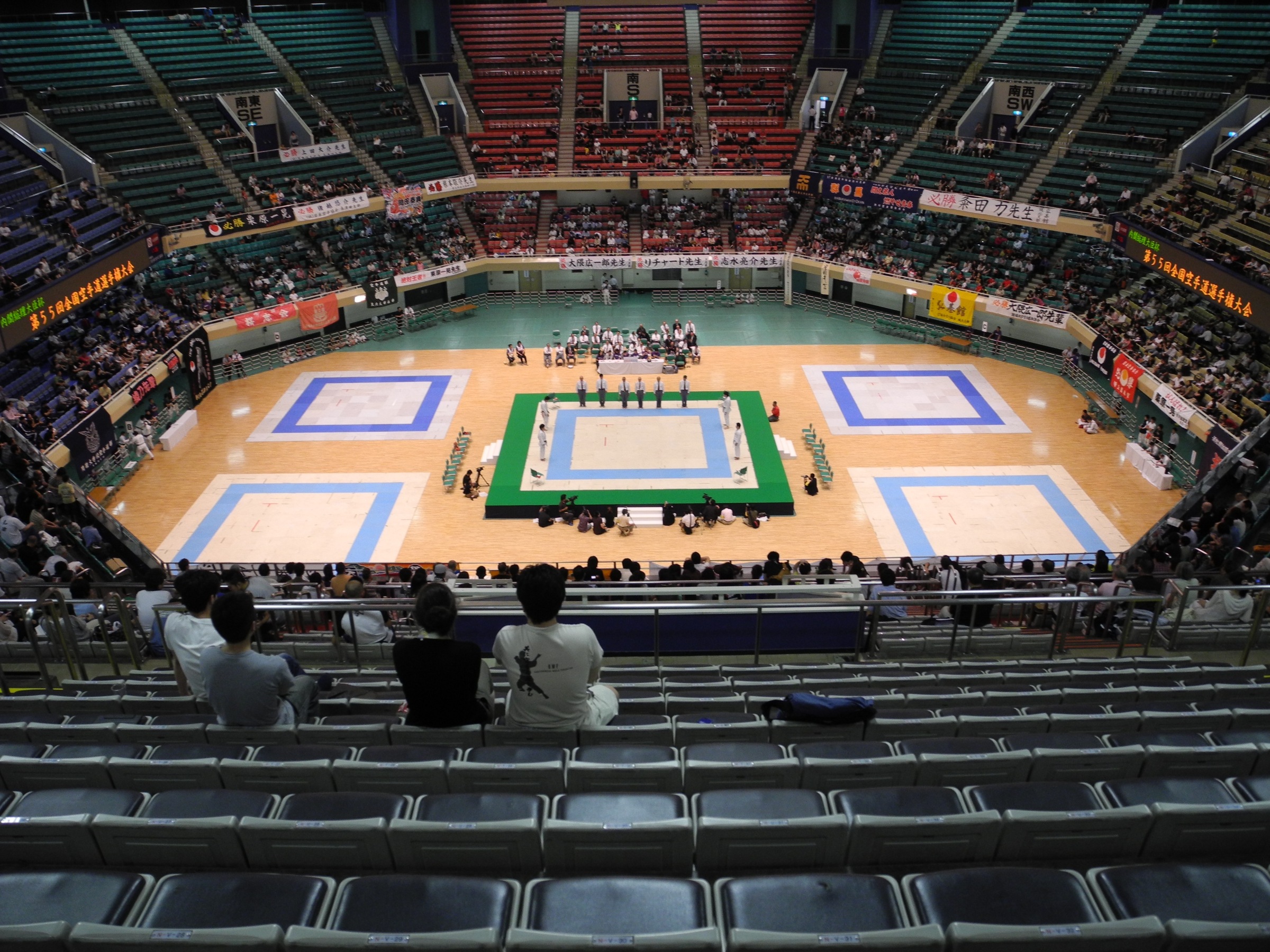
Karate

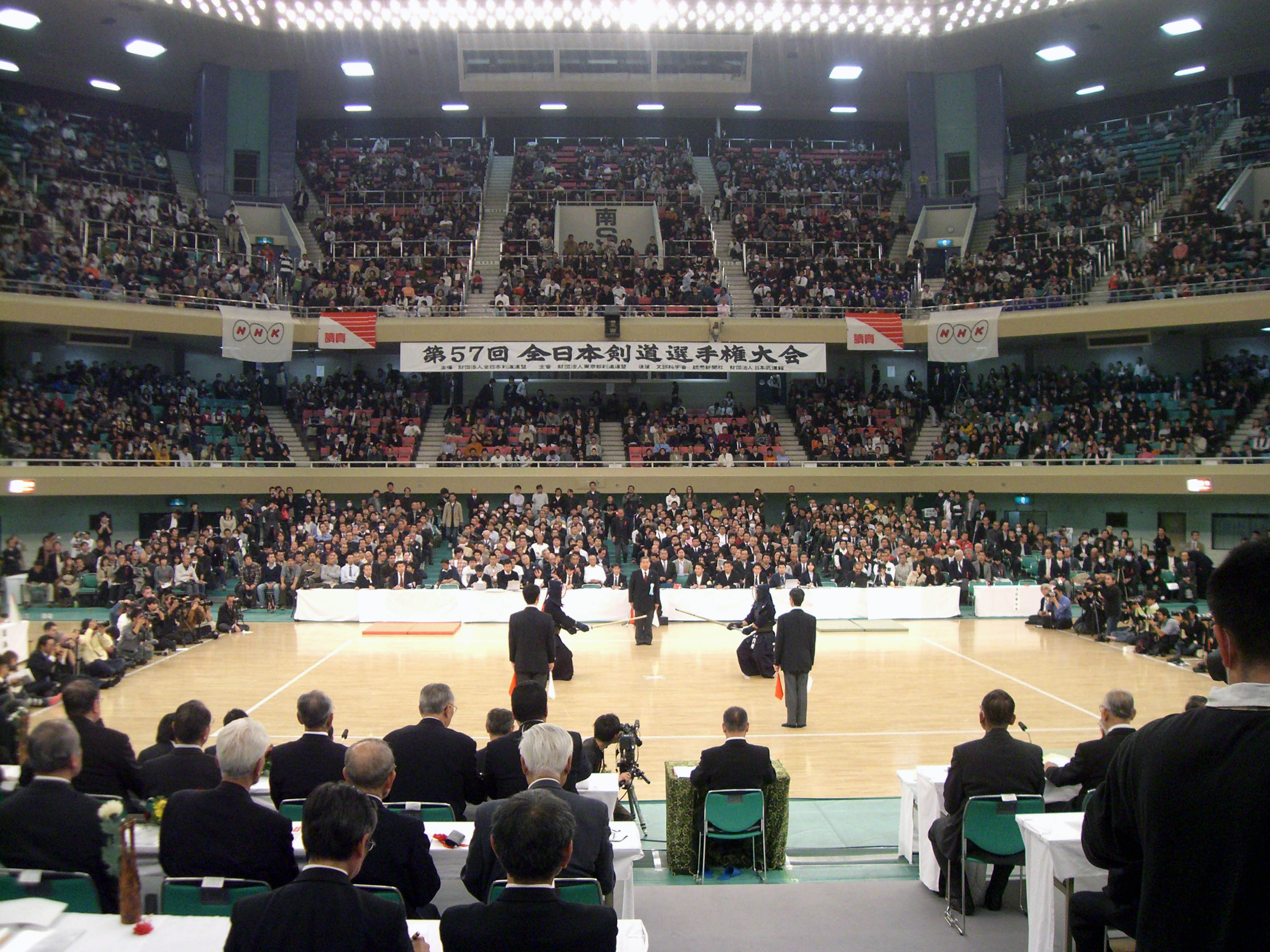
Kendo

Nippon Budókan (japonsky 日本武道館) je moderní víceúčelová hala, která stojí v Čijodě v Tokiu. Je vhodná nejen pro pořádání sportovních událostí, ale i pro kulturní a zábavní akce, koncerty, veletrhy a další. Kapacita haly je až 15 000 míst. Nippon Budókan byla otevřena při příležitosti Letních olympijských her roku 1964. Disciplíny judo a karate se v hale staly součástí programu Letních olympijských her roku 2020.